# Menes (sàtrapa)
Menes (en grec antic Μένης), fill de Dionisi, fou un militar macedoni nascut a Pel·la, al servei d'Alexandre el Gran.
Després de la batalla d'Issos va ser admès al cos dels somatofílacs, els guàrdies reials d'Alexandre, en substitució de Bàlacros, que havia estat nomenat sàtrapa de Cilícia. El 331 aC quan Alexandre va entrar a Susa (Iran), va enviar a Menes com a sàtrapa de Síria, Fenícia i Cilícia i li va donar 3.000 talents, amb l'encàrrec de donar-ne una part a Antípater per la guerra contra els lacedemonis i altres estats grecs. En aquest comandament va tenir com a col·lega a Apol·lodor d'Amfípolis. En parlen Flavi Arrià, Diodor de Sicília i Quint Curci Ruf.